# Osteuropäische Jäger und Sammler
Osteuropäische Jäger und Sammler ist ein archäogenetischer Begriff, der verwendet wird, um eine bestimmte Komponente genetischen Ursprungs zu beschreiben, die den Ursprung mesolithischer Jäger und Sammler aus Osteuropa definiert. Die Grenze zu den „westeuropäischen Jägern und Sammlern“ bildete in etwa die Linie Untere Donau – Weichsel. Im Osten  reichte die Verbreitung zunächst bis zum Ural und in die Pontische Steppe. Im Zuge der Ostwanderung bronzezeitlicher Nomaden, breitete sich diese Komponente bis zum Baikalsee aus.
Diese spezifische Komponente war wie die skandinavischen Jäger und Sammler und die westeuropäischen Jäger und Sammler eine der drei wichtigsten genetischen Gruppen im eiszeitlichen Europa, dem frühen Holozän. Die Grenze zwischen westeuropäischen Jägern und Sammlern und osteuropäischen Jägern und Sammlern verlief ungefähr vom Unterlauf der Donau in nördlicher Richtung entlang der westlichen Wälder des Dnjepr in Richtung der westlichen Ostsee.
Es wird geschätzt, dass die osteuropäischen Jäger und Sammler zu etwa 59 % alten-nordeurasischen genetischen Ursprungs sind ("ANE") und zu 41 % von den westeuropäischen Jägern und Sammlern abstammen. Sie haben erheblich zur Herkunft skandinavischer Jäger und Sammler beigetragen. Die "alte-Nordeurasische" Bevölkerung selbst war weitschichtig mit Europäischen Jägern und Sammlern verwandt, leitete aber auch etwa 25 % ihrer genetischen Abstammung von einer alten Ostasiatischen Linie ab.
Während der neolithischen und frühen eneolithischen Perioden entwickelten osteuropäische Jäger und Sammler aus einer Ethnogenese (Vermischung) mit den kaukasischen Jägern und Sammlern die Kurgan-Kultur in der pontischen Steppe. Die Kurgan-Kultur, im Speziellen die Jamnaja-Kultur, bildete später das Fundament der nomadischen Kultur der westlichen Steppengebiete Eurasiens. Es wird angenommen, dass die Kurgankultur die Verbreitung indogermanischer Sprachen in weiten Teilen Eurasiens angestoßen hat. Der Ursprung des Proto-Indogermanischen wird häufig den kaukasischen Jägern und Sammlern zugesprochen, die Uralischen Sprachen den osteuropäischen Jägern und Sammlern. Diese Kontaktepisoden könnten die Ähnlichkeiten dieser beiden Sprachfamilien erklären (siehe auch Indo-uralische Sprachen).

## Einteilung

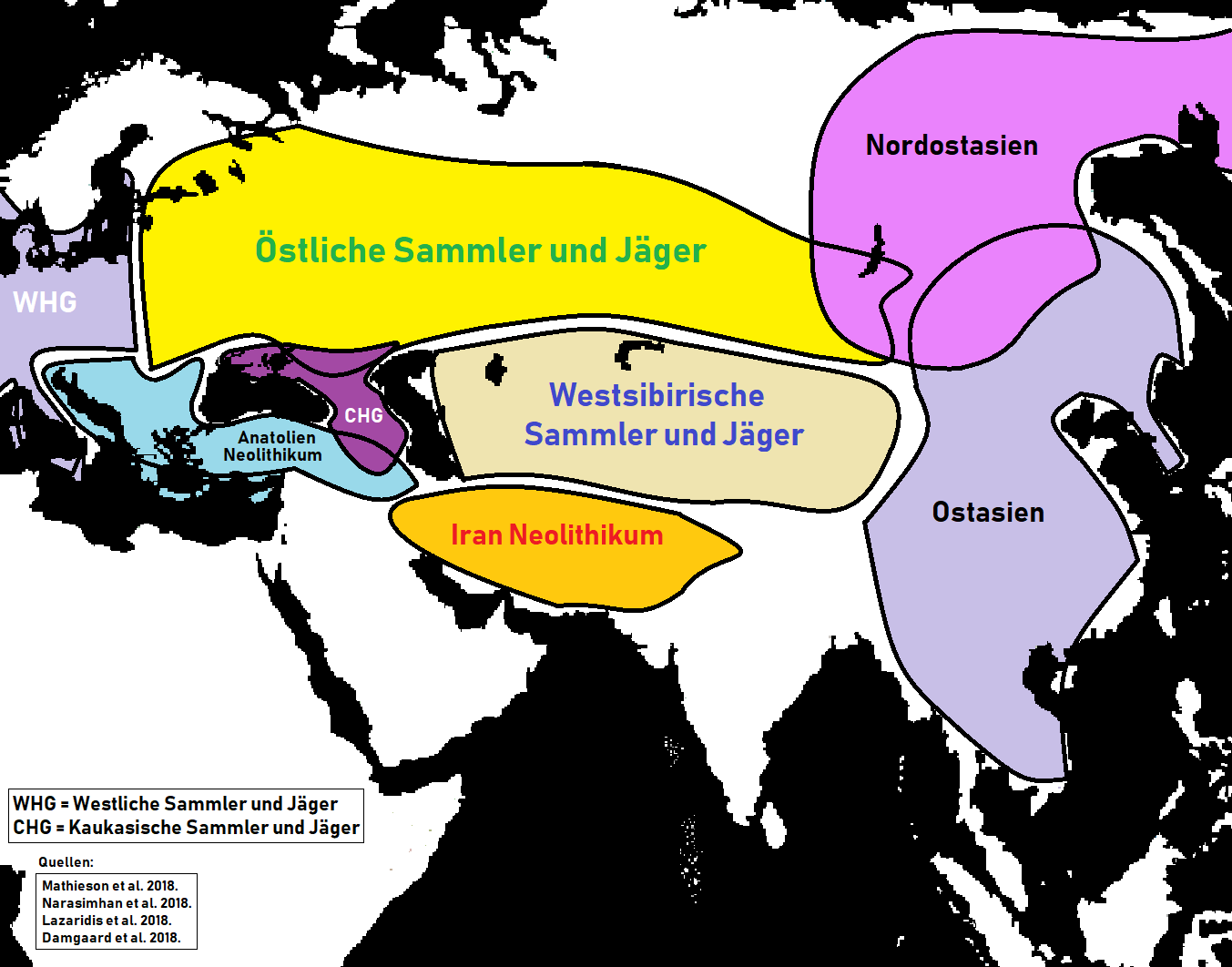
Schematische Karte der eneolithischen Verbreitung von Sammler- und Jägergruppen, genetisch spezifiziert

In der gegenwärtigen Forschungsliteratur werden für den eurasischen Raum folgende geografisch und genetisch eingrenzbare sogenannte „autosomale Gruppierungen“ postuliert:
1. Westliche Sammler und Jäger
2. Kaukasische Sammler und Jäger
3. Iran Neolithikum
4. Ostasien
5. Nordostasien
6. Westsibirische Sammler und Jäger
7. Anatolien Neolithikum
8. Östliche Sammler und Jäger